# Грабове (Сереховичівська сільська громада)
Гра́бове — село в Україні, у Сереховичівській сільській громаді Ковельського району Волинської області. Населення становить 382 особи.

## Історія
У 1906 році село Несухоїзької волості Ковельського повіту Волинської губернії. Відстань від повітового міста 27 верст, від волості 6. Дворів 120, мешканців 773.
До 12 липня 2017 року село підпорядковувалось Сереховичівській сільській раді Старовижівського району Волинської області.

## Населення
Згідно з переписом УРСР 1989 року чисельність наявного населення села становила 433 особи, з яких 181 чоловік та 252 жінки.
За переписом населення України 2001 року в селі мешкала 381 особа.

### Мова
Розподіл населення за рідною мовою за даними перепису 2001 року:
| Мова       | Відсоток |
| ---------- | -------- |
| українська | 98,95 %  |
| російська  | 1,05 %   |